# Снежный парк Гэньтин
Снежный парк Гэньти́н (кит. 密苑云顶乐园, англ. Genting Snow Park или Secret Garden Genting Paradise или Secret Garden Yunding) — горнолыжный курорт, который находится в деревне Тайцзичэн, городоке Ситайцзуй района городского подчинения Чунли города Чжанцзякоу провинции Хэбэй.

## Описание
Лыжный парк Юндин расположен в горах Тайханшань (кит. 太行山, Tàiháng Shān. На стыке Тайханьшая и горы Яньшань (кит. упр. 燕山, пиньинь Yānshān).
В 2011 году горнолыжный курорт прошёл пробную эксплуатацию. 16 декабря 2012 года состоялось его официальное открытие. Комплекс был разработан малайзийской компанией Malaysia Excellence Group. Инвестирование и управление осуществляется малайзийской компанией Genting Group. На первом этапе были осуществлены два проекта: горнолыжный центр и отель Genting.
С 2012 года Secret Garden Resort предоставляет собой место для проведения ряда мероприятий, сертифицированных Международная федерация лыжного спорта.
Secret Garden Resort был назначен главным стадионом в кластере Чжанцзякоу.
Поскольку в центрах A и B лыжного парка Юндин, будут проведены соревнования по фристайлу и сноуборду, был осуществлён проектный план главного стадиона Зимних Олимпийских игр 2022 года, включая U-образные объекты, центр аэрофотоснимков, трассы для сноуборда и фристайла и т. д.

## Зимняя Олимпиада 2022
Лыжный парк Юньдин — одно из четырёх основных мест в зоне соревнований Чжанцзякоу, где прошли соревнования зимних Олимпийских игр 2022 года. Здесь состоялось 20 соревнований по фристайлу и сноуборду и 8 соревнований в лыжных гонках. На этом объекте планируются соревнования по сноуборду в рамках зимних паралимпийских игр.

### Спортивные мероприятия
- Фристайл на Зимних Олимпийских игр 2022 года
- Сноуборд на Зимних Олимпийских игр 2022 года